# Fregiécourt
Fregiécourt is een plaats en voormalige gemeente in het Zwitserse kanton Jura, en maakt deel uit van het district Porrentruy.
Fregiécourt telt 136 inwoners.

## Externe link

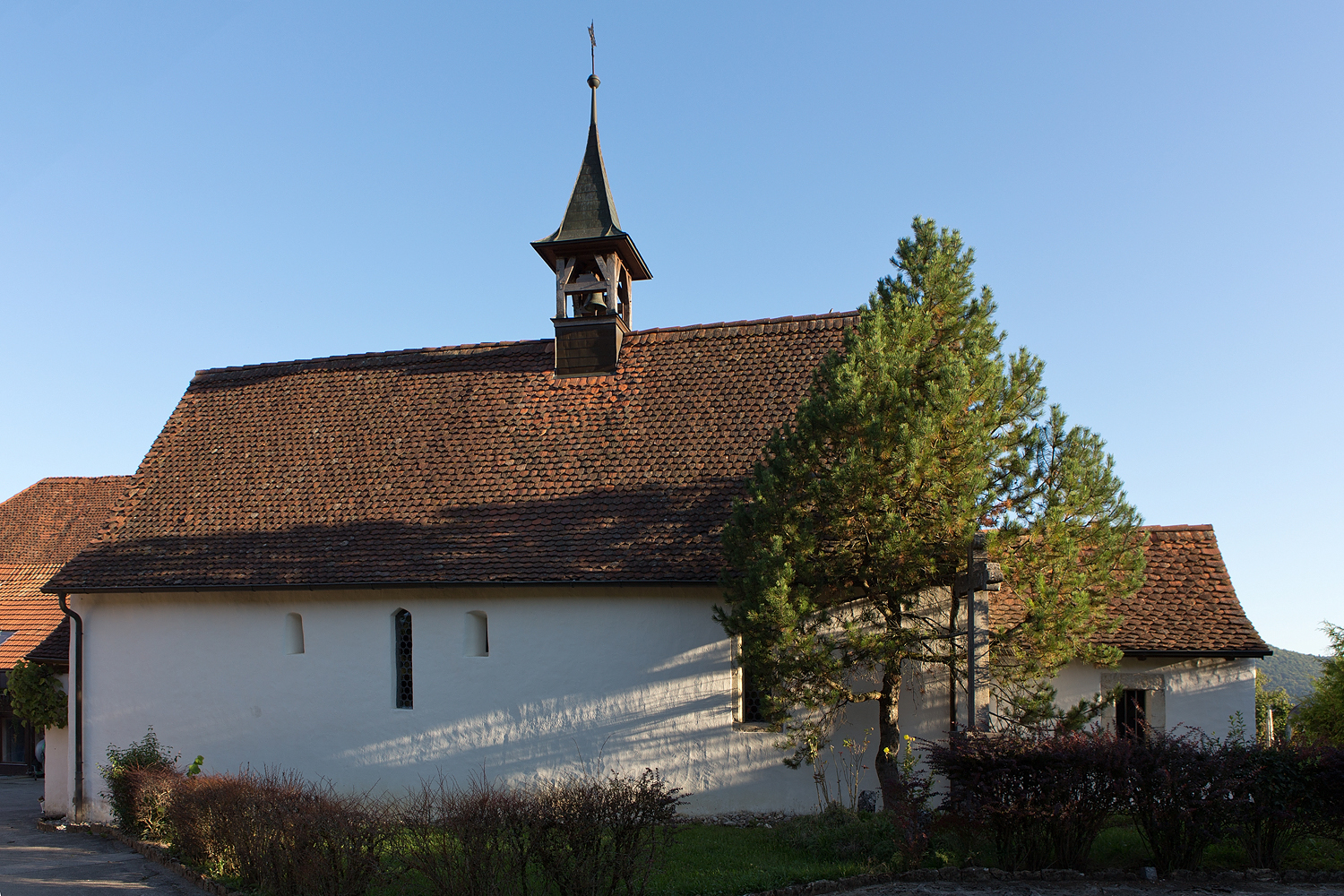
Kapel in Fregiécourt